# 迪卡雀
迪卡雀（学名：Diuca diuca），是雀形目唐纳雀科的一种鸟类，属于单型的迪卡雀属（学名：Diuca）。但按照不同的分类系统，该属可能还包含另一物种白翅迪卡雀。
迪卡雀体重约36.8克，翼长约85.2毫米，喙宽度约5.3毫米，喙厚度约7.8毫米，嘴峰长约17.4毫米，跗蹠长约21.3毫米，尾长约66.8毫米。
迪卡雀是留鸟，栖息在灌木林，它们是植食性动物，主要以植物的种子或坚果为食。它们分布在智利、阿根廷、巴西等地。